# Ablemma makiling
Ablemma makiling là một loài nhện trong họ Tetrablemmidae.
Loài này thuộc chi Ablemma. Ablemma makiling được Lehtinen miêu tả năm 1981.